# Asterios Giakoumis
Asterios Giakoumis, född 3 maj 1988 i Kimina, Thessaloniki, Grekland, är en grekisk fotbollsspelare som för närvarande spelar som målvakt för PAOK FC i Grekiska Superligan.

## Karriär
Asterios Giakoumis kom till PAOK 2010 från Agrotikos Asteras, efter att ha blivit framröstad till bästa målvakt i Grekiska Fotbollsligan under säsongen 2009/2010. Samma säsong gjorde han även 4 landskamper för Greklands U21.